# 1560 pr. n. št.

## Rojstva
- Ahhotep I., egipčanska kraljica-žena in regentka († okoli 1530 pr. n. št.)

## Smrti
- Hantili I., kralj Hetitov (* ni znano)